# تشارلز شانون
تشارلز شانون هو لاعب هوكي الجليد كندي، ولد في 22 مارس 1916، وتوفي في 25 أغسطس 1974.

## وصلات خارجية
- تشارلز شانون على موقع دوري الهوكي الوطني (الإنجليزية)
- تشارلز شانون على موقع EliteProspects.com (الإنجليزية)
- تشارلز شانون على موقع HockeyDB.com (الإنجليزية)
- تشارلز شانون على موقع Hockey-Reference.com (الإنجليزية)